# Sangiaccato di Seghedino
Il sangiaccato di Seghedino o di Szeged (in turco Segedin Sancağı; in ungherese Szegedi szandzsák, in serbo Сегедински санџак?) era un'entità territoriale amministrativa dell'Impero ottomano formata nel XVI secolo, dopo la conquista turca del 1542. Si trovava nella regione di Bačka (Bácska). Inizialmente faceva parte dell'Eyalet di Budin, ma nel XVII secolo fu inclusa nell'Eyalet di Eğri. Il centro amministrativo del sangiaccato era Seghedino (o Szeged)  Fu conquistato dall'Austria tra il 1686-1688 e da essa annesso secondo il Trattato di Carlowitz nel 1699.

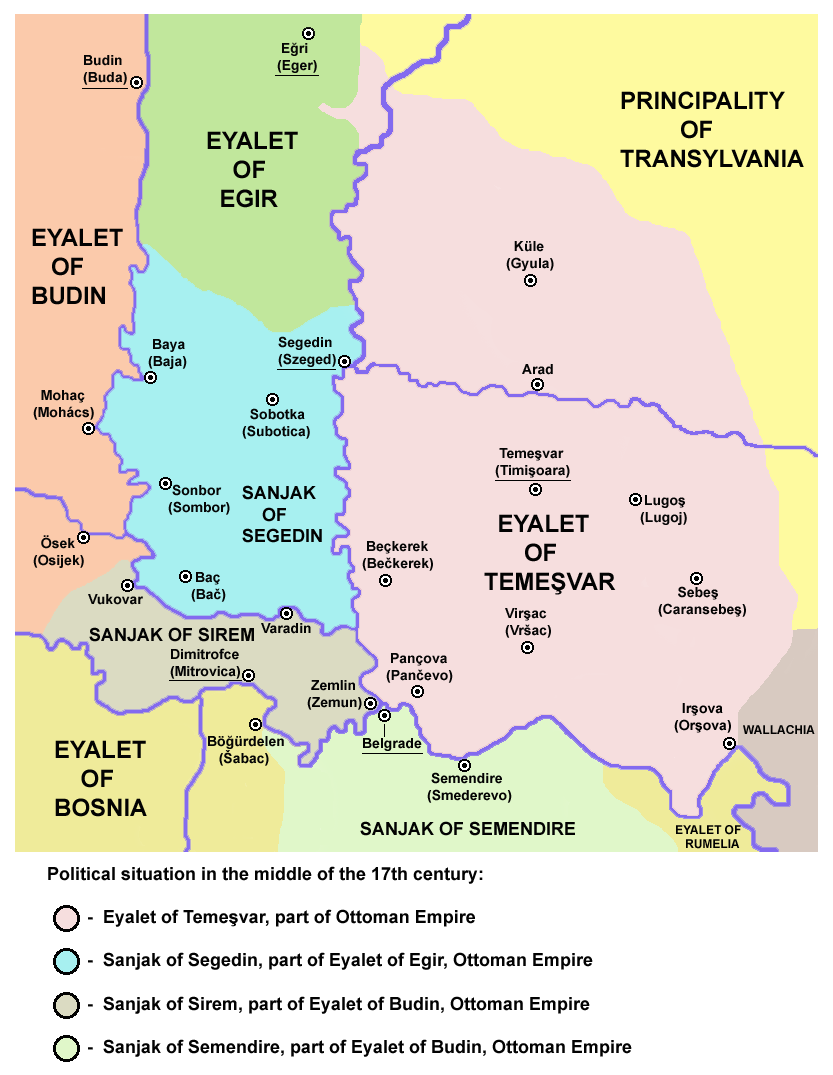
Sangiaccato di Seghedino come parte dell'Eyalet di Eğri a metà del XVII secolo

## Divisioni amministrative
Il sangiaccato di Seghedino era diviso in diverse kaza (distretti):
1. Seghedino (Szeged)
2. Sobotka (Subotica)
3. Baya (Baja)
4. Sonbor (Sombor)
5. Bac (Bac)
6. Titel
7. Solt (Sót; Solt)
8. Kalocsa (Kalacsa; Kalocsa)

## Bey (governatori) del sangiaccato
- Hasan Pasha Predojevic (1592)